# Jetavanaramaya
Jetavanaramaya es una estupa ubicada en las ruinas del monasterio Jetavana en el Patrimonio de la Humanidad de la ciudad santa de Anuradhapura en Sri Lanka. El rey Mahasena (276-303 d. C.) comenzó la construcción de la estupa tras la destrucción del Mahavihara y su hijo Maghavanna I completó la obra. Se cree que la reliquia consagrada en la estupa es un trozo de una faja o cinturón usado por Buda.
La estructura es importante en la historia de la isla por representar las tensiones entre las sectas Theravada y Mahāyāna de los monjes budistas y es importante también a nivel mundial por ser una de las estructuras más altas del mundo antiguo. La estupa mide 122 m. y en su momento fue la estupa más alta del mundo, título que ya no ostenta, y también fue y sigue siendo la más grande con un volumen de 233000 m². En el momento de su construcción era la tercera estructura más alta del mundo tras las pirámides de Guiza. Se usaron aproximadamente 93 millones de ladrillos cocidos en la obra; el ingenio desplegado en su desarrollo supone una valiosa innovación en la historia de la isla.
Las diferencias entre las sectas de monjes budistas también se ven representadas en la estupa dado que se construyó en los terrenos del destruido Gran Vihara de Anuradhapura, destrucción que condujo a una rebelión organizada por un ministro del rey Mahasena.
La estupa pertenece a la secta Sagalika. El complejo cubre unas 5,6 hectáreas y se estima que haya alojado hasta a 10000 monjes budistas. Un lado de la estupa mide 176 m de largo y cada tramo de escaleras en cada uno de los cuatro lados mide 9 m de ancho. La entrada al santuario, situada en el patio mide 8 m de altura. Inscripciones de piedra en el patio contienen el nombre de personas que contribuyeron a la construcción del edificio.

## Concepción
Tras la muerte del rey Jettatissa su hermano Mahasena fue coronado rey por el monje Sanghamitta. Bajo la influencia del monje el rey Mahasena lanzó una campaña contra los ortodoxos Theravada que habitaban en Mahavihara. Las diferencias entre los ortodoxos Theravada y los heterodoxos Mahayana se intensificaron hasta el punto de que se estableció un castigo para todo aquel que entregara limosnas (en forma de alimentos) a los monjes de Mahavihara. El Mahavansha cita a Sanghamitta: 

Los habitantes de Mahavihara no enseñan el (auténtico) vinaya, nosotros somos quienes enseñamos el (auténtico) vinaya, Oh rey.

El Mahavihara se abandonó finalmente. Los monjes que vivían en sus terrenos se mudaron a Malaya y Ruhuna, tras lo que se produjo el saqueo del Mahavihara por Snaghamitta y el ministro Sona que trasladaron los bienes al vihara de Abhayagiri. El saqueo condujo a una rebelión liderada por el ministro Meghavannabhaya que reunió un ejército en Malaya y acampó al lado del embalse de Duratissaka. El rey Mahasena avanzó con su ejército para reunirse con el ministro Meghavannabhaya y tuvieron lugar negociaciones la noche antes de la batalla en las que el rey se disculpó por el saqueo y aceptó construir un vihara en los terrenos de Mahavihara. El Mahavansha cita al rey: 

Haré que el vihara resida allí de nuevo; perdóname esta falta.

Sanghamitta fue asesinado por un obrero a instancias de la esposa del rey y su fallecimiento y la construcción del vihara por Meghavannabhaya dieron paso al regreso de los monjes a Mahavihara.
Así comenzó la construcción del Jetavanaramaya que fue ofrecido al monje Tissa pero una acusación al monje de un grave delito tras una investigación a cargo de un ministro llevó a que se le despojara de sus hábitos y se le expulsara de la orden. Se confiaron entonces a los monjes de Dakkina los terrenos del vihara Jetavana.

## Diseño y construcción
Como estupa más grande construida y una de las estructuras antiguas más altas del mundo las innovaciones estructurales y las habilidades de ingeniería empleadas para su construcción son de especial relevancia. Sus cimientos son pilotes que alcanzan una profundidad de 8,5 m y se asientan sobre una base rocosa mientras que el tamaño de la estructura hizo necesarios ladrillos que pudieran soportar cargas de hasta 166 kg. La cúpula se construyó con ladrillos completos y medios ladrillos y relleno de tierra hasta darle la forma de un elipsoide perfecto resistente a las tensiones que permitía la construcción de la estructura mayor. El Mahavansha describe la instalación de los cimientos en la que las fisuras se rellenaron con piedras y elefantes protegidos con cubiertas de cuero se encargaron de comprimirlos con su peso. Los ladrillos usados en la construcción fueron una importante mejora de la antigua arquitectura de Sri Lanka pues con su composición de un 60 por ciento de arena y un 35 por ciento de arcilla podían aguantar una presión de 11000 kg/m². El análisis de los elementos finitos elástico lineales bajo la presión propia de la estupa arrojo una tensión compresiva máxima de 823 kPa en el centro de la base, así que la tensión máxima en la cúpula es 10 veces menor de la que los ladrillos podrían soportar.

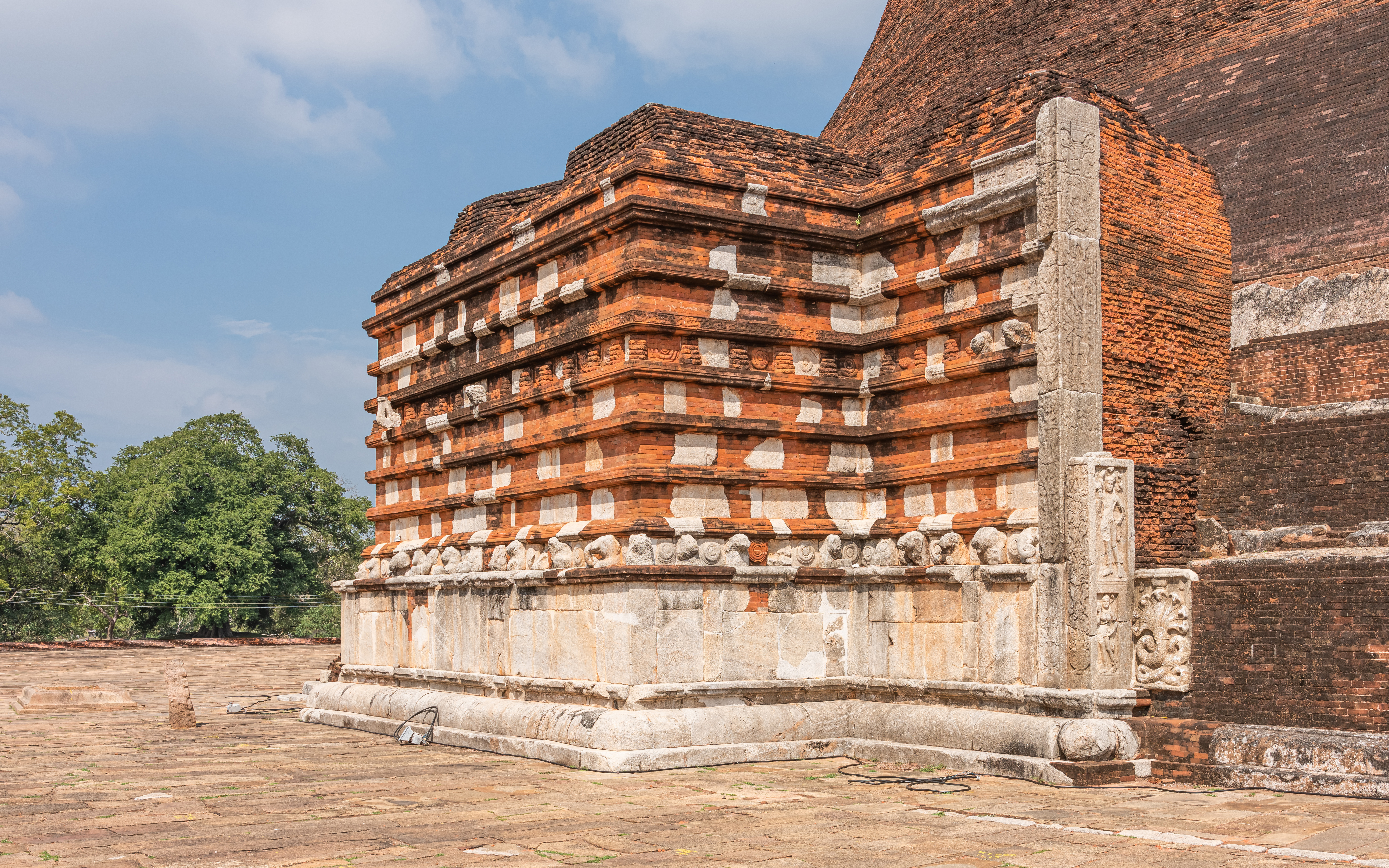
Detalle de un lado del complejo.

El material de unión entre ladrillos se componía de caliza dolomítica finamente triturada, arena tamizada y arcilla. Dicha arcilla era maleable y gracias a ello se adaptaba al movimiento interior de la estructura. Uno de los lados del ladrillo fue endurecido para atrapar el sobrante de la unión para limitar el movimiento lateral. La estupa se cubrió después con un estuco de cal que contenía conchas, almíbar, clara de huevo, agua de coco, adhesivos, aceites, resina, arena, arcilla y guijarros y que impermeabilizaba la estructura. El Mahavansha además menciona el uso de láminas de cobre sobre los cimientos y el uso de arsénico disuelto en aceite de sésamo para impedir la intrusión de plantas e insectos en la estupa. Se estima que el Jetavanaramaya tardó 15 años en ser completado y habría requerido una mano de obra cualificada de centenares de personas que incluyera trabajadores de tejares, albañiles y canteros.

## Historia
Jetavanaramaya se mantuvo bajo el control de la secta Sagalika que tenía fuertes lazos con el viharaya de Abhyagiri. Hacia el final del periodo Anuradhapura Jetavana se había desarrollado hasta convertirse en una de las tres hermandades de la isla junto con las de Mahavihara y Abhyagiriya. Estas hermandades se mantuvieron unidas durante el reinado del rey Parakramabahu I. Durante el reinado de Udaya IV los invasores chola destruyeron las imágenes doradas de Buda aportadas por el rey Sena y las reparaciones no fueron completadas hasta el reinado de Mahendra IV. 

## Conservación
Hasta 1909 la colosal estructura se encontraba cubierta por matorrales de la jungla. El monje Kumbuke Dhammarama del templo Sailabimbaramaya de Gammanpita recibió la aprobación para despejar la estupa y el patio por parte del comité de Atamasthana. El permiso fue posteriormente revocado debido a que el monje decidió asentarse allí. Palannaruwe Sobita lo intentó con posterioridad y recibió permiso para continuar el proceso pero la aprobación fue cancelada una vez más cuando el monje inició una colecta de contribuciones. Sin embargo esta vez el monje se negó a marcharse; los procedimientos legales posteriores determinaron que debía ser forzado a marcharse.